# Bare, Novi Pazar
Bare (izvirno srbsko Баре) je naselje v Srbiji, ki upravno spada pod Mesto Novi Pazar; slednja pa je del Raškega upravnega okraja.

## Demografija
V naselju, katerega izvirno (srbsko-cirilično) ime je Баре, živi 35 polnoletnih prebivalcev, pri čemer je njihova povprečna starost 58,4 let (55,0 pri moških in 61,4 pri ženskah). Naselje ima 14 gospodinjstev, pri čemer je povprečno število članov na gospodinjstvo 2,57.
To naselje je popolnoma srbsko (glede na rezultate popisa iz leta 2002).
|  |

| Demografija | Demografija     | Demografija     |
| Leto        | Št. prebivalcev | Št. prebivalcev |
| ----------- | --------------- | --------------- |
|             |                 |                 |
|             |                 |                 |
|             |                 |                 |
|             |                 |                 |
| 1948        | 124             |                 |
| 1953        | 145             |                 |
| 1961        | 168             |                 |
| 1971        | 164             |                 |
| 1981        | 126             |                 |
| 1991        | 71              | 71              |
| 2002        | 36              | 36              |
|             |                 |                 |

| Etnična sestava po popisu iz leta 2002 | Etnična sestava po popisu iz leta 2002 | Etnična sestava po popisu iz leta 2002 | Etnična sestava po popisu iz leta 2002 | Etnična sestava po popisu iz leta 2002 |
| -------------------------------------- | -------------------------------------- | -------------------------------------- | -------------------------------------- | -------------------------------------- |
| Srbi                                   | Srbi                                   |                                        | 36                                     | 100,0%                                 |
| Neznano                                | Neznano                                |                                        | 0                                      | 0,0%                                   |